# Hippothoon
Pour les articles homonymes, voir Hippothoos.
Hippothoon (en grec ancien : Ἱπποθόων / -ωντος), Hippothoos ou Hippothous est une figure de la mythologie grecque, souvent décrite comme le roi d’Éleusis, succédant au trône après la mort de Cercyon. Il est un héros attique et l’éponyme du phylé athénien appelé Hippothoontis (Ιπποθοωντίς).
Son nom fut aussi donné aux Hippothoontides (en grec ancien Ηιδπποθοοντίς), la huitième des tribus attiques créées par les réformes de Clisthène.

## Famille
Hippothoon est le fils du dieu des mers Poséidon et de la princesse Alopé, fille de Cercyon d'Éleusis.

## Mythologie

### Naissance
À l'insu de son père, la princesse Alopé donne naissance à un fils qu'elle a de Poséidon, Hippothoon. Terrifiée à l'idée de la colère de Cercyon, elle abandonne l'enfant en l'exposant. Cependant, une jument arriva et allaita le nourrisson. Un berger, suivant la jument, découvrit le bébé et l'emporta. Après qu'il l'eut ramené chez lui, vêtu de ses vêtements royaux, un autre berger demanda qu’il lui soit donné. Le premier donna l'enfant mais sans les vêtements, ce qui entraina une querelle entre eux, celui qui avait pris l’enfant exigeant les signes qu’il était né libre tandis que l’autre refusait de les donner, souhaitant conserver la belle tenue royale du garçon. 
L’affaire fut portée devant Cercyon, chacun des bergers lui présentant ses arguments, celui qui avait pris l’enfant exigeant de nouveau les vêtements. Cercyon demanda alors qu'on les lui amènent et, les voyant, les reconnus comme appartenant aux tenues de sa fille. La nourrice d’Alopé, terrorisée, avoua au roi que l’enfant était celui de la princesse et, furieux, il ordonna qu'Alopé soit emprisonnée et mise à mort ainsi que de refaire exposer son enfant. Ce dernier fut de nouveau nourri par une jument et trouvé de la même manière qu’auparavant et les bergers, reconnaissant la manière miraculeuse dont il avait survécu, l’appelèrent Hippothoon. 
Bien que Cercyon ait enterré Alopé vivante, Poséidon la transforma en source, la source Alopé, près d'Éleusis.

### À l'âge adulte
Hippothoon aurait été présent lors des missions de Triptolème et était mentionné avec Eumolpos comme un héros d’Éleusis qui était adoré selon des décrets honoraires datant du 4ème siècle avant JC. On le décrit aussi parfois comme l’hôte de Déméter, au lieu de Célus, pendant qu’elle errait à la recherche de Perséphone.
Selon Pausanias, un Hérôon lui a été consacré par des prêtres héréditairement affectés.

## Sources
- Hygin, Fables [détail des éditions] [(la) lire en ligne], CLXXXVII.
- Pausanias, Description de la Grèce [détail des éditions] [lire en ligne], I, 5, 2 et 39, 3.